# 本庄市市内循環バス
本庄市市内循環バス（ほんじょうししないじゅんかんバス）は、埼玉県本庄市がかつて運行していたコミュニティバスである。市内に本社を置く貸切バス事業者の本庄観光株式会社に運行を委託していた。
本庄市の公共交通政策見直しに伴い、2013年9月30日をもって廃止され、コミュニティバスのはにぽんシャトル（本庄駅南口 - 本庄早稲田駅）とデマンド交通サービスのはにぽん号・もといずみ号に再編された。現行路線については、はにぽんシャトルの記事を参照。

## 運行受託事業者
- 本庄観光株式会社（埼玉県バス協会会員[1][2]）
  - 本社：埼玉県本庄市都島155-1
  - 美里営業所：埼玉県児玉郡美里町大字阿那志697−4

## 沿革
- 1996年（平成8年）3月 - 旧本庄市において市内循環バスの試験運行開始[3]。
- 1998年（平成10年）度
  - 旧本庄市において本格運行開始[3]。
  - 旧児玉町において試験運行開始。利用は65歳以上に限る[3]。
- 2006年（平成18年）1月10日 - 旧本庄市と旧児玉町が合併し現在の本庄市が発足。旧市町の循環バス事業を新市に引き継ぐ。
  - 旧本庄市市内循環バス：北循環（東・西コース）、南循環（東・西コース）
  - 旧児玉町市内循環バス：東・西・南・北コース
- 2008年（平成20年）4月1日 - 児玉地域においてルート変更（4→3コース）および利用者制限（65歳以上）の撤廃[3][4]。
  - 本庄地域：北循環（東・西コース）、南循環（東・西コース）
  - 児玉地域：金屋コース・共和コース・秋平コース
- 2013年（平成25年）
  - 9月30日 - 本庄市市内循環バス廃止[5]。
  - 10月1日 - コミュニティバス「はにぽんシャトル」とデマンド交通「はにぽん号」「もといずみ号」に再編[5]。

## 運賃・乗車券類
- 運賃は無料。
- 児玉地域（旧児玉町）のコースでは、2008年3月31日まで利用が65歳以上に限られ、市で配布する利用券の提示が必要であった[6]。

## 路線

### 本庄地域

#### 北循環東コース（藤田仁手コース）
- 湯かっこ - 寿一丁目北 - 東中学校入口 - 本庄郵便局 - 本庄駅北口交差点 - 本庄市役所 - つきみ荘 - 仁手 - 滝瀬 - 藤田小学校 - 寿一丁目北 - 湯かっこ

平日運行。

#### 北循環西コース（旭コース）
- 湯かっこ - 寿一丁目北 - 東小学校 - 本庄郵便局 -本庄駅北口交差点 - つきみ荘 / 上仁手 - 三友 - 下野堂 - 西小学校 - 中央三丁目 - 本庄郵便局 - 東小学校 - 寿一丁目北 - 湯かっこ

平日運行。つきみ荘 / 上仁手はどちらか一方を経由する。

#### 南循環東コース（北泉コース）
- 湯かっこ - 総合公園 - 市民文化会館 - 栗崎 - 本庄早稲田駅 - 四方田 - 本庄高校 - 本庄駅南 - 朝日町自治会館 - 東五十子 - 湯かっこ

平日運行。

#### 南循環西コース（今井コース）
- 湯かっこ - 市民文化会館 - 本庄郵便局 - 本庄駅北口交差点 - 本庄市役所 - 中央三丁目 - 西公民館前 - 南小学校 - 今井西 - 栄三丁目 - 市民文化会館 - 湯かっこ

平日運行。

### 児玉地域

#### 金屋コース
- 児玉総合支所 - 高柳 - 宮内北公会堂 - 保木野 - 児玉駅 - 本町 - 児玉総合支所

平日運行。

#### 共和コース
- 児玉総合支所 - 本町 - 児玉駅 - 共和保育所 - （湯かっこ） - 蛭川中 - 上真下 - 児玉総合支所

平日運行。湯かっこは営業日のみ停車。

#### 秋平コース
- 児玉総合支所 - 児玉駅 - 大道東 - 本町東 - 秋平小学校 - 間瀬湖入口 - 風洞 - 児玉総合支所

平日運行。